# Maendeleo Ya Wanawake
Maendeleo Ya Wanawake Organisation (Fortschritt der Frauen) (MYWO) ist eine nicht-staatliche Frauenorganisation in Kenia. Sie wurde 1952 von einer Gruppe von Frauen aus Europa gegründet, um „den Fortschritt der afrikanischen Frauen zu fördern und den Lebensstandard in Afrika zu verbessern“. Inzwischen liegt die Leitung der Organisation in afrikanischen Händen. Heute (Stand 2024) hat sie vier Millionen Mitglieder, die in rund 25.000 angeschlossenen Gruppen organisiert sind.

## Geschichte
Die Organisation wurde 1952 von einer kleinen Gruppe europäischer Frauen gegründet, als Kenia noch eine britische Kolonie war. Unter den Gründerinnen befanden sich Nancy Shepherd, Ehefrau des Missionars Richard Shepherd, und Mary Barring, Ehefrau des damaligen Gouverneurs Evelyn Baring. Die Organisation unterstand dem Department of Community Development and Rehabilitation, einer britischen Behörde. Ihr Ziel war es, kenianische Frauen zu organisieren, die sich gegen die antikoloniale sogenannte „Mau-Mau-Bewegung“ positionierten und sich den Briten gegenüber als loyal erwiesen. Zwischen 1952 und 1957 wurde MYWO von der Kolonialregierung benutzt, um kenianische Frauen gegen die Mau-Mau zu mobilisieren, im Austausch für die Befreiung von sechs Tagen Zwangsarbeit und eine Spende von 1200 Pfund als Kapitalanlage für das MYWO-Sekretariat.
Die Gründung des Verbandes war einer der kolonialistischen Versuche, Kenianerinnen und Kenianer mit „gardening, childcare, basketry, pottery, traditional dancing, literacy classes, sports, clothing, building mud stoves, hygiene and health in the home, recipes or cooking demonstrations, tea parties and talks on current affair“ („Gartenarbeit, Kinderbetreuung, Korbflechten, Töpfern, traditionelle Tänze, Alphabetisierungskurse, Sport, Kleidung, Bau von Lehmöfen, Hygiene und Gesundheit im Haushalt, Rezepte oder Kochvorführungen, Teepartys und Vorträge zu aktuellen Themen“) zu „zivilisieren“. Dabei wurde in Bezug auf die Frauen außer Acht gelassen, dass diese in der kenianischen Geschichte vor der Kolonialisierung traditionell einflussreich gewesen waren.
Landesweit wurden Frauenclubs gegründet, um afrikanische Frauen mit der westlichen Kultur und „modernen“ Techniken der Nahrungszubereitung, Hygiene und Kinderbetreuung vertraut zu machen. 1954 besuchte Nancy Shepherd Mombasa und traf Rebecca Simeon Kaloki und Maggy Gona, die damals als Sozialarbeiterinnen in der Stadtverwaltung von Mombasa tätig waren. Mit Hilfe dieser beiden Frauen wurde der Namen einer Organisation namens „Progress of Women Organisation“ in Kisuaheli übersetzt: Fortschritt heißt „Maendelo“,  Frauen „Wanawake“.
Ab 1958 begann die Übernahme der Organisation durch afrikanische Frauen, die allerdings zur Elite gehörten, weshalb etwa die Interessen von Frauen auf dem Lande und aus armen Schichten vernachlässigt wurden. Der Gewerkschafter Tom Mboya  kritisierte, dass die Frauen von MYWO vorzugsweise die Gesellschaft von europäischen und asiatischen Frauen suchen würden, aber nicht die von Frauen aus „unteren“ Schichten (bei Namatsi als „Subalterne“ bezeichnet) ihres eigenen Landes.
Ebenfalls 1958 besuchte eine Delegation der MYWO die bekanntesten kenianischen Widerstandskämpfer im Gefängnis in Kapenguria, einem abgelegenen Ort an der Grenze zu Uganda, darunter den späteren Präsidenten Jomo Kenyatta. Zur Abordnung gehörten Priscilla Abwao, die erste MYWO-Frau, die später zum Parlamentsmitglied ernannt wurde und die einzige weibliche Vertreterin auf der Lancaster-House-Konferenz 1961 zur Ausarbeitung der Unabhängigkeitsverfassung war, sowie die spätere Botschafterin beim Entwicklungsfonds der Vereinten Nationen für Frauen Phoebe Asiyo. Sie forderten Kenyattas Unterstützung der Beteiligung von Frauen auf allen Ebenen, insbesondere in der Politik und der Verwaltung. Sie drängten auf eine künftige Frauenquote von 50 Prozent im Parlament und in den lokalen Behörden.
1961 wurde der erste afrikanische Vorstand der MYWO gewählt und Phoebe Asiyo zur Präsidentin. Nach der Unabhängigkeit unterstützte MYWO den ersten Präsidenten Kenias, Kenyatta. 1974 erhielt die Organisation ein eigenes Gebäude in Nairobi, im Jahr darauf nahmen Abgeordnete der MYWO an der ersten UN-Weltfrauenkonferenz teil, 1985 fand diese Konferenz in Nairobi statt. Im selben Jahr veranlasste der damalige kenianische Präsident Daniel arap Moi den Anschluss der MYWO an seine Partei, die Kenya African National Union (KANU), um Wählerinnen anzuwerben, wies die Organisation jedoch an, sich auf Entwicklungsprojekte zu beschränken und sich nicht in Politik einzumischen.  Als die Forderungen der kenianischen Frauen nach der Weltfrauenkonferenz 1995 in Peking drängender wurden, wurden die MYWO und andere Frauenverbände in den Medien und von der Politik als „Lesben“ und „Geschiedene“ diffamiert, die die kenianischen Frauen in die Irre führen würden.

## Organisation
Nach eigenen Angaben hat die MYWO heute (2024) rund vier Millionen Mitglieder, die in rund 25.000 angeschlossenen Gruppen organisiert sind. Damit ist sie die größte freiwillige Frauenvereinigung in Kenia und die einzige mit meinem landesweiten Netzwerk von Clubs. Sie besteht aus Einzelmitgliedern, Frauengruppen und kooperierenden Frauenverbänden aus Kenia und Keniarinnen im Ausland, „ohne Ansehen von Ethnie, Hautfarbe, ethnischer Zugehörigkeit, Behinderung, religiöser Überzeugung“, so die Eigendarstellung. Seit den 1990er Jahren ist MYWO eine der wenigen Initiativen in Kenia, die ausschließlich von Einheimischen organisiert wird. Die Verflechtung mit der Politik besteht weiterhin, hinzukommen Spenden von „westlichen“ Geldgebern, die damit ihre eigenen Ziele verfolgen.
Die MYWO verfolgt politische und soziale Ziele wie die Beteiligung von Frauen an sozialen und wirtschaftlichen Entwicklungsprozessen auf nationaler und dezentraler Ebene, die Rolle von Frauen in Führungspositionen und in der Politik zu fördern sowie den nationalen Zusammenhalt und des Friedens. Daneben setzt der Verband Themen wie sauberes Wasser, Familienplanung, Gesundheit von Kindern, HIV, positive Männlichkeit und bietet für alle diese Themen Konferenzen sowie und initiiert Grassroots-Projekte. Die MYWO gilt als entscheidender Faktor im Kampf gegen die weibliche Genitalverstümmelung, indem sie Alternative Rites of Passage (ARP) propagiert.